# Paranoia Agent
Paranoia Agent (妄想代理人 Mōsō Dairinin?, lit. Agente de la paranoia) es un anime producido por Satoshi Kon que trata sobre varios problemas de la sociedad japonesa, enlazados en forma de historia, a través del Chico del Bate. Las diversas historias que componen el anime fueron ideadas por Satoshi durante la realización de sus películas Perfect Blue, Millennium Actress y Tokyo Godfathers. Queriendo utilizarlas y viendo que no encajaban en ninguno de sus proyectos, decidió compilarlas en una serie.
La serie fue estrenada en Japón en 2004 y consta de 13 capítulos. En los Estados Unidos, el anime se transmitió en Adult Swim. En España ha sido publicada bajo el mismo nombre y fue emitida en horario nocturno en el espacio televisivo Cuatrosfera del canal de televisión Cuatro, también en el canal autonómico Canal Nou. Ha sido editada por Selecta Visión.

## Argumento
Todo comienza cuando Sagi Tsukiko, artista creadora de Maromi el Perro, un juguete y personaje animado de moda en Japón, denuncia haber sido atacada una noche en la calle por un muchacho con un bate y patines, ambos objetos de color dorado. Pronto la noticia trasciende y junto a la investigación policial se suma la serie de rumores sobre el muchacho, su apariencia, forma de actuar y motivos. De esta forma, lo que comenzó como un simple ataque individual se convierte pronto en un suceso a gran escala al conocerse nuevas víctimas y aún más extraño, el casi comprobado rumor que cuenta que tras ser atacadas por este personaje, las personas se liberan de sus problemas.
Es así como un sinnúmero de historias comienzan a mezclarse, ya que tras extenderse el rumor sobre el Chico del Bate y que puede liberar a la gente de sus problemas, este parece ser llamado por los anhelos de aquellos que se sienten desesperados, pero si bien puede parecer que los ayuda, es también verdad que ha llegado a matar y sus soluciones distan mucho de ser beneficiosas para sus víctimas.

## Personajes
Tsukiko Sagi (鷺 月子?)
Voz por: Mamiko Noto, Michelle Ruff (inglés)
Primera víctima del chico del bate. Tsukiko es una diseñadora de personajes para animación con cierto éxito que ha perdido la inspiración. Es una persona tímida y pesimista que no confía mucho en sus capacidades, pero que es talentosa, prueba de ello es su famosa creación, un perro de peluche llamado "Maromi" el cual se vuelve un personaje popular en Japón, a la vez es el origen de su estancamiento creativo, ya que la presión de su trabajo la hace alucinar con este personaje, quien le impide trabajar, ya que destruye sus creaciones porque insiste en que solo lo necesita a él.
Ante la presión de su trabajo, donde esperan que continúe entregando resultados, una noche mientras camina por una calle solitaria, algo perturbada, usa una barra de metal para lastimarse fingiendo un asalto y evitar así el tener que trabajar. Cuando el periodista Kawasu sospecha de la historia ella inventa que el golpe lo recibió de un chico en patines que cargaba un bate al que comienzan a llamar el Chico del bate; en poco tiempo esta mentira sale de control y todos temen y hablan de este personaje.
Akio Kawazu (川津 明雄?)
Voz por: Kenji Utsumi, Doug Stone (inglés)
Periodista investigador de métodos muy poco éticos, trabaja para una revista sensacionalista y tras enterarse del ataque a Sagi Tsukiko sospecha que su historia es inconsistente y comienza a acosarla para obtener alguna noticia sobre su agresor que le dé una buena primicia. Es la segunda víctima del chico del bate, siendo atacado en una noche en que perseguía a Sagi para forzarla a declarar.
Fueron sus notas sensacionalistas y amarillistas sobre el ataque a Tsukiko y la supuesta existencia del chico del bate lo que introdujo en el inconsciente colectivo de la sociedad a esta figura lo suficientemente fuerte como para que pudiese manifestarse físicamente.
Yūichi Taira (鯛良 優一?)
Voz por: Mayumi Yamaguchi, Johnny Yong Bosch (inglés)
Estudiante de primaria narcisista en extremo y con gran complejo de superioridad; sobresaliente en estudios y deportes, es por ello que es llamado Ichi (diminutivo de su nombre y a la vez que significa número uno en japonés). Su vida cambia cuando su aspecto, parecido al bosquejo del chico del bate, genera el rechazo de sus compañeros. Perder su popularidad lo corrompe por dentro haciendo que cometa otras equivocaciones y deseando que se presentase una forma de probar su inocencia.
Todo empeora cuando el Chico del bate ataca a Ichi ya que tras demostrarse su inocencia al convertirse en la siguiente víctima, afirmaría que el Chico del bate lo liberó de sus problemas al atacarlo, esto fue tergiversado por la prensa y la gente en general, iniciando así el rumor que los deseos de una persona se cumplían si era atacado por este personaje.
Harumi Chōno (蝶野 晴美?)
Voz por: Kotono Mitsuishi, Erica Shaffer (inglés)
Una joven profesora universitaria que además es maestra particular de Yuuichi, introvertida y solitaria. Lleva una doble vida ya que sufre un trastorno de doble personalidad; por lo que en las noches su alter ego, Maria, se dedica a la prostitución. Ambas personalidades sostienen un interminable conflicto por ser "la verdadera personalidad", en que lleva la ventaja la desinhibida María. Su situación se complica cuando acepta la propuesta de matrimonio de un compañero de trabajo. Aunque al principio María parece haberse ido, poco a poco comienza a re-emerger, logrando un desequilibrio entre ambas personalidades que acaba cuando Harumi (quien oyera a Yuuichi hablar de su liberación) convoca al chico del bate para que la atacase, aunque María desparece, pero no definitivamente.
Keichii Ikari (猪狩 慶一?)
Voz por: Shōzō Iizuka, Michael McConnohie (inglés)
Detective principal a cargo del caso. Es un policía estereotipo del viejo estilo de investigación, confía en el método científico para resolver los crímenes. Desilusionado del mundo, donde hay demasiado error y maldad. Casado, pero sin hijos, la rutina y las desgracias personales le han abrumado con los años, pero se mantiene firme aunque en el fondo solo desea escapar de todo; su mujer es enfermiza y en ocasiones se comporta de forma que solo puede catalogar como incoherente ya que la comunicación entre ambos es pobre y malinterpreta las buenas intenciones de ella.
Tras la muerte de Makoto se le acusa a él y a su compañero de incompetencia, por lo que es dado de baja sin derecho a beneficios y acaba trabajando como portero en una construcción. Junto a Tsukiko lleva a cabo el enfrentamiento final contra el chico del bate.
Masami Hirukawa (蛭川 雅美?)
Voz por: Toshihiko Nakajima, Deem Bristow (inglés)
Oficial de policía sin rango que trabaja en la estación del parque de la ciudad, fue el primer compañero de Keichii Ikari en sus días de uniformado, pero no logró progresar como su compañero. Casado, con una hija y amante de los mangas de acción, es solo un policía corrupto que extorsiona yakuzas de bajo nivel obligándolos a darle dinero y permitirle dormir con sus prostitutas; el dinero recaudado lo utiliza para construir una casa nueva donde vivir. Demuestra tendencia pedófilas ya que obliga a las prostitutas a fingir ser niñas pequeñas, además gusta de espiar a su hija cuando está sola y fotografiarla con cámaras escondidas mientras se baña o cambia de ropa.
Después de algún tiempo, algunos yakuzas de alto rango se enteran de sus actividades y lo amenazan para que devuelva el dinero, por ello se dedica a robar casas y se vuelve adicto a las drogas. Mientras huía tras asaltar a un matrimonio y violar a la hija, se topa con el falso Chico del bate (Makoto Kozuka), a quien captura casi por accidente, volviéndose un héroe. Sin embargo esta felicidad dura poco, ya que su hija descubre las fotos que él le toma y escapa de casa siendo atacada por el verdadero Chico del bate al mismo tiempo que su nueva casa es destruida por una inundación.
Makoto Kozuka (狐塚 誠?)
Voz por: Daisuke Sakaguchi, Sam Riegel (inglés)
El joven capturado por Masami, un muchacho de secundaria afectado por el chūnibyō. Cree ser el protagonista de una historia (tipo juego de rol) de fantasía en la que es un caballero llamado el Guerrero Sagrado, quien debe enfrentar con su espada de oro y botas doradas al mal y erradicarlo. Era amigo por Internet de Gaviota, Zebra y Abeja, bajo el alias de Zorro, siendo quien les recomendara el suicidio.
Su estatura y vestimenta lo hacen similar al Chico del bate, ignorándose si es una coincidencia o si hubo mayor conexión. Tras ser capturado explicaría su delirio dando a entender que atacó a la gente al creerlas demonios y monstruos de su historia. Sin embargo, ante la presión de ser interrogado por el jefe Ikari, confesaría que solo atacó a Uchi y Masami, siendo encerrado para la investigación. Desgraciadamente el verdadero Chico del bate aparece en la cárcel y lo asesina.
Misae Ikari (猪狩 みさえ?)
Voz por: Kazue Komiya, Melodee Spevack (inglés)
Esposa de Ikari; una persona debilitada y complicada por varias enfermedades. Ama a sus esposo sobre cualquier cosa, incluida su vida, y siente el remordimiento porque su salud haya sido lo que destruyó la oportunidad de tener una vida normal y darle hijos a su marido, sin embargo el que Ikari soportara todo sin recriminárselo la hizo decidir dedicarse por entero a él.
En un encuentro en que desafía al Chico del bate, describe su historia junto a su esposo y cómo al final de los altos y bajos de su vida descubre que hay que superarse y enfrentar las adversidades. A pesar de sus problemas y tragedias su fortaleza de carácter es tan intensa que el Chico del bate, aun en su forma más poderosa y poniendo toda su voluntad, no fue capaz de llegar a atacarla.
Más tarde sufre un ataque al corazón, pero al momento de fallecer logra manifestarse frente a su esposo para despedirse y ayudarlo obtener la fortaleza mental necesaria para liberarse del mundo de fantasía donde el Chico del bate lo había encerrado, pudiendo iniciar gracias a ella su enfrentamiento definitivo.
Mitsuhiro Maniwa (馬庭 光弘?)
Voz por: Toshihiko Seki, Liam O'Brien (inglés)
Detective secundario, asistente de Ikari, a quien admira mucho por sus años de experiencia. Es más intuitivo y "sensible". Después de la muerte de Makoto Kozuka termina deduciendo sobre qué se trata todo el asunto a costa de su cordura. Tras ser despedido comienza a vivir como indigente mientras intenta descubrir el método para destruir al chico del bate, por ello comienza a fantasear con ser un superhéroe llamado Radar Man, pero ya que el chico del bate es un ente imaginario Maniwa es uno de los pocos que pueden sostener una pelea con él e incluso llegar a herirlo usando las armas y poderes que imagina, aunque estas nunca son un símbolo suficientemente significativo como para producirle daño letal.
Taeko Hirukawa (蛭川 妙子?)
Voz por: Nana Mizuki, Kari Wahlgren (inglés)
La única hija del oficial Masami Hirukawa. Después de descubrir en la computadora fotos íntimas de ella tomadas por su padre con una cámara escondida en su dormitorio, huye de la casa y se convierte en una víctima más del "Chico del bate". El ataque le produce amnesia, por lo que no solo acaba olvidando las cosas malas que descubre sobre su padre, sino también todo recuerdo de su vida.
Naoyuki Saruta (猿田 直行?)
Voz por: Hiroyuki Yoshino
Coordinador de producción del anime del perro Maromi, se describe a sí mismo como un empleado entusiasta y entregado que hace lo mejor para ayudar a la producción y a sus compañeros en la creación de la obra, sin embargo no es más que un inepto que provoca inconvenientes y retrasos constantemente a la empresa.
Su historia se cuenta mientras maneja frenéticamente para llegar a la televisora y entregar anime terminado para su transmisión mientras el Chico del bate lo sigue de cerca. Se describe a sí mismo como un incomprendido que es blanco del acoso de su jefe y compañeros, quienes la utilizan para desahogar su frustración; sin embargo la verdad es que con su ignorancia e incompetencia constantemente arruinaba el trabajo del equipo y ponía en peligro de no terminar el trabajo en la fecha convenida; al mismo tiempo, la empresa parece ser blanco de los ataques del Chico del bate, que asesina uno a uno a los miembros del equipo, sin embargo, la productora en general está bajo un gran estrés por lo que continúan trabajando sin parar.
Finalmente se revela que Saruta es el verdadero asesino, resentido con el equipo por el supuesto maltrato al que lo someten y es tras asesinarlos que lleva la grabación a la televisora razonando que esto lo haría ver como el salvador de la producción; para su desgracia al llegar al lugar es atacado por el Chico del bate. Su muerte resulta irrelevante para la gente del canal, quienes ignoraron la presencia de su cadáver, aliviados de obtener la cinta y poder proyectar el anime a tiempo.
Zebra (ゼブラ?), Abeja (冬蜂?), Gaviota (かもめ?)
Voz por: Yasunori Matsumoto, Patrick Seitz (inglés)
Voz por: Kiyoshi Kawakubo, Doug Stone (inglés)
Voz por: Miina Tominaga, Stephanie Sheh (inglés)
Un joven alto y corpulento, un anciano y una niña de primaria, respectivamente. Se conocen en un foro de suicidas donde se citan para terminar con sus vidas. De manera anecdótica, sus planes terminan fracasando. Su aspiración es ver al Chico del bate para desear que los mate; irónicamente, este ser escapa de ellos ya que su fanatismo es tal que lo acosan en cuanto lo ven, así que se siente intimidado y los rehúye.
Al final del capítulo 8 se revela que, a pesar de sus aparentemente fallidos intentos de suicidio, los tres habían fallecido en su primer intento y no se habían percatado que a partir de ese momento eran fantasmas, por lo que ahora, libres de toda preocupación, se dedican a pasear y divertirse juntos.
Chico del bate (少年バット?)
Voz por: Daisuke Sakaguchi, Sam Riegel (inglés)
Al principio, tiene apariencia de un niño de primaria. Lleva patines dorados, pantalones cortos, gorra con visera y bate de béisbol dorado con una gran abolladura. Ataca dando un golpe en la cabeza con su bate mientras pasa velozmente, provocando inconsciencia o estados de coma temporal a quien es atacado, generando en la víctima una especie de alivio de sus preocupaciones. A medida que ataca se va haciendo más fuerte y sus ataques comienzan a ser mortales.
Finalmente se descubre que en realidad es la personificación de un trauma de Tsukiko: cuando era niña, por un descuido, se le escapó un cachorro que tenía de mascota y fue atropellado por un auto; para no ser castigada por su estricto padre creó una mentira de un asaltante (el "Chico del bate") para victimizarse; posteriormente de adulta nuevamente lo culparía cuando se hiriera ella misma para evitar afrontar las responsabilidades de su trabajo. Al ser un ente imaginario, se nutre del inconsciente colectivo de los miles de habitantes de Tokio que le temen, creen y difunden los rumores que inventan sobre él convirtiéndose en un ser cada vez más agresivo y salvaje.

## Temáticas e influencias
La principal influencia de la serie es la obra del cineasta y pintor estadounidense David Lynch, en lo que se refiere a ciertos recursos estilísticos y sonoros, y sobre todo, en su temática, al tratar el desequilibrio mental conocido como fuga psicogénica (leit motiv del film Carretera perdida, del mencionado director), y la figura del doppelgänger, tratada en la serie de televisión Twin Peaks y en Mulholland Drive, ambas también de David Lynch.

## Banda sonora
La banda sonora está compuesta por el compositor de música electrónica Susumu Hirasawa.
- Opening: Yume no Shima Shinen Kouen

- Ending: Shiroi Oka - Maromi's Theme